# Hallucination
Hallucination (deutsch Halluzination) ist ein englischsprachiges Lied, das von Sissal interpretiert wurde. Mit dem Titel vertrat sie Dänemark beim Eurovision Song Contest 2025 in Basel.

## Hintergründe
Am 6. Februar 2025 wurde Sissal als Teilnehmerin vom Dansk Melodi Grand Prix 2025 vorgestellt, der dänischen Vorentscheidung für den Eurovision Song Contest. In der Show, die am 15. Februar stattfand, konnte sich Sissal unter den besten drei Interpreten platzieren, womit sie das Superfinale erreichte. In diesem konnte sie die meisten Jurystimmen, jedoch nicht die meisten Publikumsstimmen erreichen. Dennoch ging sie in der kombinierten Wertung als siegreiche Teilnehmerin hervor.
Der Titel Hallucination wurde von einem Team um Melanie Wehbe, Linnea Deb und der Interpretin selbst komponiert und getextet. Das Mastering entstand durch Holger Lagerfeldt, die Abmischung übernahm Joy Deb.
Laut Sissal sei der Titel anfangs nicht für sie selbst, sondern für einen anderen Interpreten gedacht gewesen. Er wurde in einem Songwriting-Camp innerhalb von drei Stunden geschrieben. Die Hook und der Titel seien am Anfang entstanden, der Rest danach.

## Inhaltliches
Laut Sissal handele der Titel von jemandem, der so sehr verliebt sei, dass es den Anschein habe, als ob er an Halluzinationen leide.

## Veröffentlichung
Der Titel wurde am 6. Februar 2025 veröffentlicht.

## Beim Eurovision Song Contest
Mit dem Titel nahm Dänemark am Eurovision Song Contest teil. Das Land trat hierbei als Startnummer 10 des zweiten Halbfinales am 15. Mai 2025 an. Von diesem konnte es sich erfolgreich für das Finale qualifizieren. Dort wurde dem Land die Startnummer 22 zugeteilt. Von dort aus erreichte es mit 47 Punkten einen 23. Platz, wobei der Großteil der Punkte von den Jurys zugeteilt wurde.

## Chartplatzierungen
| ChartsChartplatzierungen | Höchstplatzierung | Wochen |
| ------------------------ | ----------------- | ------ |
| Schweiz (IFPI)           | 51 (1 Wo.)        | 1      |